# Башни волынского типа
Башни волынского типа («столпы») — оборонительные сооружения второй половины XIII—начала XIV века, характерные для Западной Руси — Галицко-Волынского княжества и находившихся под его влиянием Городенского и Турово-Пинского княжеств.

## История
Как писал П. А. Раппопорт, возведение башен было отражением изменившейся в начале XIII века осадной тактики, которая вместо пассивной стала более активной, с использованием камнемётных машин и штурмов, что, в свою очередь, повлияло на организацию обороны и устройство крепостей. Возникла необходимость в строительстве укреплённых каменных башен, стоявших в системе дерево-земляных укреплений, с которых можно было вести круговую стрельбу «окрест града». Башни давали возможность значительно увеличить дальность стрельбы, уменьшить мёртвые (непростреливаемые) зоны и вести круговой, а в ряде случаев, видимо, и фланкирующий,  обстрел наиболее угрожаемых участков с напольной стороны крепостей. В условиях монгольского нашествия одним из немногих регионов Руси, в которых могли строиться новые оборонительные башни, стала Галицко-Волынская Русь.
До нашего времени дошли лишь две каменные башни — в белорусском городе Каменце и польском селе Столпье на Холмщине. Руины башни в Белавино под Хелмом были разрушены во время Второй мировой войны.
П. А. Раппопорт считал, что подобные башни были широко распространены в европейском оборонном зодчестве и не выделял их в какой-то отдельный тип. В 1972 году М. А. Ткачёвым был введён в науку термин «башни волынского типа». С тех пор данные башни рассматриваются как принадлежащие к одному, так называемому «волынскому типу».

## Список башен
| Фотография | Название                            | Высота       | План в разрезе | Материал           | Время постройки           | Статус         |
| ---------- | ----------------------------------- | ------------ | -------------- | ------------------ | ------------------------- | -------------- |
|            | Каменецкая башня                    | 30 м         | Круглая        | Кирпичная          | 1271—1288 годы            | Сохранилась    |
|            | Башня в Столпье                     | 19,5 м       | Прямоугольная  | Каменная           | Вторая половина XIII века | Сохранилась    |
|            | Белавинская башня                   |              | Прямоугольная  | Каменная           | Середина XIV века         | Не сохранилась |
|            | Берестейская башня                  | 30 м         | Прямоугольная  | Кирпичная (?)      | начало 1280-х годов       | Не сохранилась |
|            | Городенская башня                   |              | Круглая        | Кирпичная          | 1260-70-е годы            | Не сохранилась |
|            | Черторыйская башня                  |              | Круглая        | Кирпичная          | 1291—1292 годы            | Не сохранилась |
|            | Холмская башня                      |              | Прямоугольная  | Каменно-деревянная | 1240-е                    | Не сохранилась |
|            | Туровская башня                     |              | Круглая        | Кирпичная (?)      | 1290-е годы               | Не сохранилась |
|            | Новогрудская башня (детинец)        |              | Прямоугольная  | Каменно-кирпичная  | 1260-70-е годы            | Не сохранилась |
|            | Новогрудская башня (Малый замок)    |              | Прямоугольная  | Каменно-кирпичная  | начало XIV века           | Не сохранилась |
|            | Башня в Спасском монастыре (Самбор) |              | Прямоугольная  | Каменно-кирпичная  | 1290-е годы               | Не сохранилась |
|            | Башня в с. Спас                     |              | Прямоугольная  | Каменно-кирпичная  | конец XIII века           | Не сохранилась |
|            | Пятничанская башня (возможно)       | 10 м (стены) | Прямоугольная  | Каменно-деревянная | XIII — середина XV века   | Сохранилась    |